# Budni i prazdniki
Budni i prazdniki (Будни и праздники) è un film del 1961 diretto da Vladimir Markovič Šredel'.